# أندريه فيليبس
أندريه لمار فيليبس (بالإنجليزية: André Lamar Phillips)‏ هو عداء حواجز أمريكي ولد في يوم 5 سبتمبر 1959 في مدينة ميلوكي في ولاية ويسكونسن في الولايات المتحدة، أبرز إنجازاته هو فوزه بالميدالية الذهبية في سباق 400 متر حواجز في دورة الألعاب الأولمبية الصيفية 1988 في سيئول.

## روابط خارجية
- أندريه فيليبس على موقع الاتحاد الدولي لألعاب القوى (الإنجليزية)
- أندريه فيليبس على موقع الاتحاد الأمريكي لسباقات المضمار والميدان (الإنجليزية)
- أندريه فيليبس على موقع الاتحاد الأمريكي لسباقات المضمار والميدان، قاعة المشاهير (الإنجليزية)
- أندريه فيليبس على موقع اللجنة الأولمبية الدولية (الإنجليزية)
- أندريه فيليبس على موقع أوليمبيديا (الإنجليزية)